# Engelbert III van der Mark (bisschop)
Engelbert van der Mark, ook bekend als Engelbert III van Keulen (1304 – 1368), was een vooraanstaand geestelijke in het Maas-Rijngebied in de 14e eeuw. Hij was onder andere proost van het Sint-Lambertuskapittel in Luik, bisschop van Luik en aartsbisschop van Keulen.

## Biografische schets
Engelbert van der Mark werd geboren als jongste zoon van graaf Engelbert II van der Mark en Mathilde van Arenberg. Als jongere telg uit een adellijke familie kwam hij niet in aanmerking voor erfopvolging en koos hij voor een geestelijke loopbaan. In 1332 werd hij proost van het kathedrale kapittel van de Sint-Lambertuskathedraal in Luik. Diezelfde functie zou hij ook aan de Dom van Keulen bekleed hebben.

### Bisschop van Luik
Op voorspraak van de koning van Frankrijk werd hij in 1344 door paus Clemens VI benoemd tot rijksbisschop van Luik, waar hij zijn oom Adolf van der Mark opvolgde. Zijn bijna 20-jarige regeringsperiode in Luik werd gekenmerkt door een niet aflatende reeks oorlogen.
Hoewel in 1335 met de Paix de Lignages een einde was gekomen aan de Luikse burgeroorlog, de Awans- en Warouxoorlog, laaide de strijd tussen Luikse adel en burgers na de benoeming van Engelbert III onmiddellijk weer op. In juli 1346 werd bij Vottem, enkele kilometers ten noorden van Luik strijd geleverd tussen de ridders en de burgers van onder andere Luik en Hoei, waarbij 400 ridders het leven lieten. Een van de circa 40 gesneuvelde hoogadellijke ridders was Dirk IV van Valkenburg. Een jaar later waren de rollen omgekeerd op het slagveld bij Waleffe en werden naar verluidt 10.000 tegenstanders van de bisschop afgeslacht. De Vrede van Waroux van 28 juli 1347 maakte een einde aan deze strijd, waarbij bepaald werd dat de steden Engelbert 140.000 gulden schadevergoeding moesten betalen.
Tijdens de Brabantse Successieoorlog (1355-57) kozen de Luikse burgers de zijde van de Brabanders, tegen hun prins-bisschop. Verder woedden tijdens Engelberts Luikse regeringsperiode de Luiks-Brabantse oorlogen (vierde fase) en de Loonse Successieoorlogen (tweede fase). Laatstgenoemde oorlog eindigde in 1366 met de inlijving van het graafschap Loon bij het prinsbisdom Luik.

### Aartsbisschop van Keulen
In 1365 werd hij aartsbisschop van Keulen, nadat zijn neef Adolf III van der Mark (Adolf II als bisschop van Keulen) graaf van Kleef geworden was. In 1366 duidde hij Kuno van Falkenstein, aartsbisschop van Trier, aan tot coadjutor en droeg de door gezondheidsproblemen geplaagde Engelbert alle wereldlijke en geestelijke macht aan hem over, nadat het domkapittel geprotesteerd had over de hoge schadevergoeding die zijn neef Adolf bij zijn vertrek had verkregen.
- Gemeinsame Normdatei: 136925995
- International Standard Name Identifier: 0000 0000 4367 4014
- Library of Congress Control Number: nb2008002391
- Virtual International Authority File: 38905925
- WorldCat: E39PBJbWwQrVhkCK63cdHGbcfq